# Championnats du monde de natation 1975
Navigation
Mondiaux 1973 Mondiaux 1978
Les 2èmes championnats du monde de natation eurent lieu du 19 au 27 juillet 1975 à Cali (Colombie).

## Tableau des médailles
| Rang  | Nation               | Or | Argent | Bronze | Total |
| ----- | -------------------- | -- | ------ | ------ | ----- |
| 1     | États-Unis           | 16 | 11     | 10     | 37    |
| 2     | Allemagne de l'Est   | 11 | 7      | 5      | 23    |
| 3     | Hongrie              | 3  | 1      | 0      | 4     |
| 4     | Union soviétique     | 2  | 5      | 4      | 11    |
| 5     | Royaume-Uni          | 2  | 1      | 5      | 8     |
| 6     | Allemagne de l'Ouest | 1  | 2      | 1      | 4     |
| 7     | Australie            | 1  | 2      | 0      | 3     |
| 8     | Italie               | 1  | 1      | 2      | 4     |
| 9     | Canada               | 0  | 4      | 2      | 6     |
| 10    | Pays-Bas             | 0  | 2      | 3      | 5     |
| 11    | Japon                | 0  | 1      | 3      | 4     |
| 12    | Mexique              | 0  | 0      | 1      | 1     |
| 12    | Suède                | 0  | 0      | 1      | 1     |
| Total | Total                | 37 | 37     | 37     | 111   |

## Résultats

### Courses en bassin

#### Podiums hommes
| Épreuves             | Or                                                                                 | Or               | Argent                                                                         | Argent         | Bronze                                                                           | Bronze         |
| -------------------- | ---------------------------------------------------------------------------------- | ---------------- | ------------------------------------------------------------------------------ | -------------- | -------------------------------------------------------------------------------- | -------------- |
| Nage libre           |                                                                                    |                  |                                                                                |                |                                                                                  |                |
| 100 m                | Andy Coan                                                                          | 51 s 25 RC       | Vladimir Bure                                                                  | 51 s 32        | Jim Montgomery                                                                   | 51 s 44        |
| 200 m                | Tim Shaw                                                                           | 1 min 51 s 04 RC | Bruce Furniss                                                                  | 1 min 51 s 72  | Brian Brinkley                                                                   | 1 min 53 s 56  |
| 400 m                | Tim Shaw                                                                           | 3 min 54 s 88 RC | Bruce Furniss                                                                  | 3 min 57 s 71  | Frank Pfütze                                                                     | 4 min 1 s 10   |
| 1500 m               | Tim Shaw                                                                           | 15 min 28 s 92   | Brian Goodell                                                                  | 15 min 39 s 00 | David Parker                                                                     | 15 min 58 s 21 |
| Dos                  |                                                                                    |                  |                                                                                |                |                                                                                  |                |
| 100 m                | Roland Matthes                                                                     | 58 s 15          | John Murphy                                                                    | 58 s 34        | Mel Nash                                                                         | 58 s 38        |
| 200 m                | Zoltán Verrasztó                                                                   | 2 min 5 s 05     | Mark Tonelli                                                                   | 2 min 5 s 78   | Paul Hove                                                                        | 2 min 6 s 49   |
| Brasse               |                                                                                    |                  |                                                                                |                |                                                                                  |                |
| 100 m                | David Wilkie                                                                       | 1 min 4 s 26     | Nobutaka Taguchi                                                               | 1 min 5 s 04   | David Leigh                                                                      | 1 min 5 s 32   |
| 200 m                | David Wilkie                                                                       | 2 min 18 s 23 RC | Rick Colella                                                                   | 2 min 21 s 60  | Nikolay Pankin                                                                   | 2 min 21 s 75  |
| Papillon             |                                                                                    |                  |                                                                                |                |                                                                                  |                |
| 100 m                | Greg Jagenburg                                                                     | 55 s 63 RC       | Roger Pyttel                                                                   | 56 s 04        | Bill Forrester                                                                   | 56 s 07        |
| 200 m                | Bill Forrester                                                                     | 2 min 1 s 95 RC  | Roger Pyttel                                                                   | 2 min 2 s 22   | Brian Brinkley                                                                   | 2 min 2 s 47   |
| 4 nages              |                                                                                    |                  |                                                                                |                |                                                                                  |                |
| 200 m                | András Hargitay                                                                    | 2 min 7 s 72 RM  | Steve Furniss                                                                  | 2 min 7 s 75   | Andrey Smirnov                                                                   | 2 min 8 s 52   |
| 400 m                | András Hargitay                                                                    | 4 min 32 s 57    | Andrey Smirnov                                                                 | 4 min 35 s 64  | Hans-Joachim Geisler                                                             | 4 min 36 s 40  |
| Relais               |                                                                                    |                  |                                                                                |                |                                                                                  |                |
| 4 × 100 m nage libre | États-Unis Bruce Furniss Jim Montgomery Andrew Coan John Murphy                    | 3 min 24 s 85 RM | Allemagne de l'Ouest Klaus Steinbach Dirk Braunleder Kersten Meier Peter Nocke | 3 min 29 s 55  | Italie Roberto Pangaro Paolo Barelli Claudio Zei Marcello Guarducci              | 3 min 31 s 85  |
| 4 × 200 m nage libre | Allemagne de l'Ouest Klaus Steinbach Werner Lampe Hans-Joachim Geisler Peter Nocke | 7 min 39 s 44    | Royaume-Uni Alan McClatchey Gary Jameson Gordon Downie Brian Brinkley          | 7 min 42 s 55  | Union soviétique Alexandre Samsonov Anatoli Ribakov Viktor Aboimov Andreï Krylov | 7 min 43 s 58  |
| 4 × 100 m 4 nages    | États-Unis John Murphy Richard Colella Gregory Jagenburg Andrew Coan               | 3 min 49 s 00 RC | Allemagne de l'Ouest Klaus Steinbach Walter Kusch Michael Kraus Peter Nocke    | 3 min 51 s 85  | Royaume-Uni James Carter David Wilkie Brian Brinkley Gordon Downie               | 3 min 52 s 80  |

#### Podiums femmes
| Épreuves             | Or                                                                               | Or               | Argent                                                               | Argent        | Bronze                                                        | Bronze        |
| -------------------- | -------------------------------------------------------------------------------- | ---------------- | -------------------------------------------------------------------- | ------------- | ------------------------------------------------------------- | ------------- |
| Nage libre           |                                                                                  |                  |                                                                      |               |                                                               |               |
| 100 m                | Kornelia Ender                                                                   | 56 s 50 RC       | Shirley Babashoff                                                    | 57 s 81       | Enith Brigitha                                                | 56 s 85       |
| 200 m                | Shirley Babashoff                                                                | 2 min 2 s 50 RM  | Kornelia Ender                                                       | 2 min 2 s 69  | Enith Brigitha                                                | 2 min 3 s 92  |
| 400 m                | Shirley Babashoff                                                                | 4 min 16 s 87 RM | Jenny Turrall                                                        | 4 min 17 s 88 | Kathy Heddy                                                   | 4 min 18 s 03 |
| 800 m                | Jenny Turrall                                                                    | 8 min 44 s 75 RC | Heather Greenwood                                                    | 8 min 48 s 88 | Shirley Babashoff                                             | 8 min 53 s 22 |
| Dos                  |                                                                                  |                  |                                                                      |               |                                                               |               |
| 100 m                | Ulrike Richter                                                                   | 1 min 3 s 30 RC  | Birgit Treiber                                                       | 1 min 4 s 34  | Nancy Garapick                                                | 1 min 4 s 73  |
| 200 m                | Birgit Treiber                                                                   | 2 min 15 s 46 RM | Nancy Garapick                                                       | 2 min 16 s 09 | Ulrike Richter                                                | 2 min 18 s 76 |
| Brasse               |                                                                                  |                  |                                                                      |               |                                                               |               |
| 100 m                | Hannelore Anke                                                                   | 1 min 12 s 72 RM | Wijda Mazereeuw                                                      | 1 min 14 s 29 | Marcia Morey                                                  | 1 min 15 s 00 |
| 200 m                | Hannelore Anke                                                                   | 2 min 37 s 25 RM | Wijda Mazereeuw                                                      | 2 min 37 s 50 | Karla Linke                                                   | 2 min 38 s 28 |
| Papillon             |                                                                                  |                  |                                                                      |               |                                                               |               |
| 100 m                | Kornelia Ender                                                                   | 1 min 1 s 24 RC  | Rosemarie Kother                                                     | 1 min 1 s 80  | Camille Wright                                                | 1 min 2 s 79  |
| 200 m                | Rosemarie Kother                                                                 | 2 min 13 s 82    | Valerie Lee                                                          | 2 min 14 s 89 | Gabriele Wuschek                                              | 2 min 15 s 96 |
| 4 nages              |                                                                                  |                  |                                                                      |               |                                                               |               |
| 200 m                | Kathy Heddy                                                                      | 2 min 19 s 80 RM | Ulrike Tauber                                                        | 2 min 20 s 40 | Angela Franke                                                 | 2 min 20 s 81 |
| 400 m                | Ulrike Tauber                                                                    | 4 min 52 s 76 RM | Karla Linke                                                          | 4 min 57 s 83 | Kathy Heddy                                                   | 5 min 0 s 46  |
| Relais               |                                                                                  |                  |                                                                      |               |                                                               |               |
| 4 × 100 m nage libre | Allemagne de l'Est Kornelia Ender Barbara Krause Claudia Hempel Ute Brückner     | 3 min 49 s 37 RM | États-Unis Kathy Heddy Karen Reeser Kelly Rowell Shirley Babashoff   | 3 min 50 s 74 | Canada Gail Amundrud Anne Jardin Becky Smith Jill Quirk       | 3 min 53 s 37 |
| 4 × 100 m 4 nages    | Allemagne de l'Est Ulrike Richter Hannelore Anke Rosemarie Kother Kornelia Ender | 4 min 14 s 74 RC | États-Unis Linda Jezek Marcia Morey Camille Wright Shirley Babashoff | 4 min 20 s 47 | Pays-Bas Paula Eijk Wanda Mazereeuw Jose Damen Enith Brigitha | 4 min 21 s 45 |

### Plongeon
| Épreuves      | Or             | Or     | Argent            | Argent | Bronze              | Bronze |
| ------------- | -------------- | ------ | ----------------- | ------ | ------------------- | ------ |
| Hommes        |                |        |                   |        |                     |        |
| Tremplin 3 m  | Phil Boggs     | 597,12 | Klaus Dibiasi     | 588,21 | Vyacheslav Strakhov | 577,59 |
| Tremplin 10 m | Klaus Dibiasi  | 547,98 | Nikolay Mikhailin | 532,95 | Carlos Girón        | 529,71 |
| Femmes        |                |        |                   |        |                     |        |
| Tremplin 3 m  | Irina Kalinina | 489,81 | Tatyana Bolynkina | 473,37 | Christine Loock     | 466,92 |
| Tremplin 10 m | Janet Ely      | 403,89 | Irina Kalinina    | 387,99 | Ulrika Knape        | 387,90 |

### Natation synchronisée
| Épreuves | Or | Or      | Argent | Argent  | Bronze                                                                                               | Bronze  |
| -------- | --- | ------- | --- | ------- | --- | ------- |
| Solo     | Gail Buzonas | 133,083 | Sylvie Fortier | 130,866 | Yasuko Unezaki                                                                                       | 126,616 |
| Duo      | Robin Curren & Amanda Norrish | 129,433 | Carol Stewart & Laura Wilkin | 127,733 | Masako Fujiwara & Yasuko Fujiwara                                                                    | 126,099 |
| Ballet   | États-Unis : Michele Barone, Susan Barros, Gail Buzonas, Robin Curren, Mary Longo, Amanda Norrish, Linda Shelley, et Pamela Tryon | 128,812 | Canada : Kiki Anderson, Robin Anderson, Linda Bedard, Jocelyn Boucher, Sylvie Fortier, Danielle Lauzon, Mariejo Poulin et Judith Verret | 125,129 | Japon : Masae Fujiwara, Masako Fujiwara, Yasuko Fujiwara, Yuki Ishii, Junko Sugawara, Yasuko Unezaki | 123,691 |

### Water-polo
| Épreuves | Or               | Argent  | Bronze |
| -------- | ---------------- | ------- | ------ |
| Hommes   | Union soviétique | Hongrie | Italie |